# Sølvklorid
Sølvklorid (kemisk formel AgCl) er et salt af sølv og klor.

## Egenskaber

### Lysfølsomhed
Sølvklorid er følsomt for lys og nedbrydes til metallisk sølv og klorgas når det udsættes for lys.
{\displaystyle {\rm {2\ AgCl+lys\rightarrow 2Ag+Cl_{2}}}}

### Opløselighed i vand
Sølvklorid er særdeles sværtopløseligt i vand. Ved at dryppe en sølvnitratopløsning i en prøve, kan man påvise kloridioner ved at der opstår et uklart bundfald af sølvklorid:
{\displaystyle {\rm {AgNO_{3}(aq)+Cl^{-}(aq)\rightarrow AgCl(s)+NO_{3}^{-}(aq)}}}

### Opløselighed i ammoniak
Til gengæld opløses sølvklorid let i ammoniak og danner sølvdiammin- og kloridioner

## Anvendelse
- På grund af lysfølsomheden anvendes sølvklorid i fotografiske sammenhænge, eksempelvis i fotopapir.
- Samme egenskab udnyttes i fotokromatiske linser, f.eks. i briller.
- Sølvklorid bruges også i behandlingen af kviksølvforgiftning.

| Kemi | Spire Denne artikel om kemi er en spire som bør udbygges. Du er velkommen til at hjælpe Wikipedia ved at udvide den. |